# Willemijn Veenhoven
Willemijn Veenhoven (Amsterdam, 19 november 1974) is een Nederlandse radio- en televisiepresentatrice.

## Opleiding
Veenhoven groeide op in Amsterdam, Rivierenbuurt en Oost. Haar vader liet zich middels een studie omscholen van reclame tot advocaat. Ze volgde haar vwo-opleiding aan het Montessori Lyceum Amsterdam. Daarna wilde ze in de voetsporen van haar vader rechtsgeleerdheid studeren, maar zag al snel dat ze daartoe onvoldoende discipline had. Via haar tante de actrice Ineke Veenhoven kon ze terecht bij Theatergroep Toetssteen; ze waagde een poging om een opleiding te krijgen bij de Toneelschool, maar de auditie was in de ogen van de toelatingscommissie niet goed genoeg.  Uiteindelijk heeft zij bij de Hogeschool Amsterdam de studie Cultuur en Beleid afgerond.

## Radio
Al op jonge leeftijd was ze zich bewust van haar liefde voor de radio; voorbeelden vond ze in Ronflonflon (met Jacques Plafond) van Wim T. Schippers, Steen en Been Show van Jack Spijkerman en Weeshuis van de Hits van Peter van Bruggen. Ook luisterde ze vaak naar stadsradio Radio Decibel. Later vond ze in Felix Meurders nog een goed voorbeeld.
Via de NCRV op Radio 1 rolde ze de journalistiek in. Aanvankelijk werkte Veenhoven als bureauredacteur; later was ze ook verslaggever en presentator, onder andere voor het 3FM-programma BuZz en het Radio 1-programma Stand.nl. Na enkele jaren maakte ze de overstap naar BNN. Sinds februari 2006 presenteerde ze voor die omroep eerst BNN United en tot eind 2013 BNN Today. In de zomer van 2012 presenteerde zij samen met afwisselend Tijs van den Brink en Felix Meurders het ochtendprogramma van de Radio 1 Sportzomer. Vanaf januari 2014 presenteerde ze voor de fusieomroep BNNVARA De Nieuws BV op NPO Radio 1, eerst met Felix Meurders, later met Eric Corton en vervolgens met Patrick Lodiers. In seizoen 8 (2013) van De Wereld Draait Door was zij enkele keren tafeldame; ze bleek er te nerveus voor. .
In januari 2020 werd ze samen met Erik Dijkstra een van de vijf presentatieduo's van het praatprogramma Op1 op NPO 1. Ze miste daar de vrijheid die radio bood.   Tevens werd ze toen kortstondig co-presentator bij het tv-programma Vroege Vogels. Vanaf januari 2021 werd Veenhoven de nieuwe presentator naast Dolf Jansen van het NPO Radio 2-programma Spijkers met koppen, als opvolger van Felix Meurders. Daardoor moest ze stoppen met het presenteren van Op1 en De Nieuws BV. Sinds oktober 2023 is Veenhoven presentator van Kunststof, een interviewprogramma over kunst en cultuur op NPO Radio 1.

## Privé
Veenhoven woont sinds 2017 op een woonark in Amsterdam-Noord en heeft na een eerdere langdurige relatie een relatie met regisseur Joram Lürsen.